# Coffy
Coffy  es una película estadounidense de 1973 dirigida por Jack Hill. La película inició una tendencia dentro del género blaxploitation, con mujeres afroamericanas fuertes y valientes como protagonistas, quienes, sin embargo, conservan intacta su exuberante feminidad. La película fue el gran avance de Pam Grier como estrella del género.
Se suponía que la película tendría una secuela titulada Burn, Coffy, Burn!, también dirigida por Hill, pero American International Pictures lo pensó dos veces ya que las otras secuelas no habían logrado mucho éxito. En 1974, Hill dirigió Foxy Brown, nuevamente con Pam Grier como protagonista, considerada la secuela no oficial de Coffy.

## Sinopsis
En la película, Grier interpreta a Coffy, el personaje principal, una enfermera ruda de día y justiciera de noche que libra una guerra en solitario contra los capos del crimen de Los Ángeles para vengar la muerte de su hermana drogadicta. Finalmente, su amigo policía Carter es golpeado hasta quedar en coma y su amante político Howard recurre a los criminales. Ella usa todos los medios a su disposición, desde la seducción hasta la violencia, para finalmente eliminar a todos los mafiosos y policías corruptos de la película.

## Reparto
- Pam Grier - Coffy
- Booker Bradshaw - Howard Brunswick
- Robert DoQui - King George
- William Elliott - Carter
- Allan Arbus - Arturo Vitroni
- Sid Haig - Omar
- Barry Cahill - McHenry
- Ruben Moreno - Ramos
- Lisa Farringer - Jeri
- Carol Locatell - Priscilla
- Linda Haynes - Meg
- John Perak - Aleva
- Mwako Cumbuka - Grover
- Morris Buchanan - Sugarman
- Bob Minor - Studs